# Sinn Sage
Pour les articles homonymes, voir Sage (homonymie).
Sinn Sage, née le 4 octobre 1983 en Californie, est une actrice américaine de films pornographiques.

## Biographie
Le 26 novembre 2015, Sage a épousé son petit ami, l'acteur porno Drake Man-o-War, lors d'une cérémonie silencieuse avec sa famille et ses amis. Elle a posté une vidéo d'une partie de la cérémonie sur sa page Twitter.
Sage se décrit comme une anti-théiste. Malgré le fait qu'elle tourne exclusivement du porno lesbien, elle s'identifie comme une bisexuelle.
Sinn Sage ne tourne que des scènes lesbiennes, et s'identifie comme étant queer.

## Filmographie
- 2002 : Bondage by Banner
- 2002 : Roughbound 2
- 2003 : Squirting Adventures of Dr. G 2
- 2003 : Bondage Fantasy
- 2003 : Studio of Humiliation
- 2004 : Knock Out Bondage #9
- 2005 : Strap It on 2
- 2005 : Pussy Party 8
- 2005 : Be My Bitch
- 2007 : Tribade Sorority 1
- 2007 : Sinnful Training: The Initiation
- 2007 : Bitchcraft 2
- 2007 : Women Seeking Women 33
- 2008 : Storm Squirters 5
- 2008 : Evil Pink 4
- 2008 : Bitchcraft 5
- 2008 : Bitchcraft 3
- 2008 : Nina Loves Girls 1
- 2008 : Lesbian Daydreams 1: Older Women, Younger Girls
- 2008 : Rivals 1
- 2008 : Girls Kissing Girls 1: Young Lesbians in Love
- 2008 : Lesbian Office Seductions 1
- 2008 : Lesbian Chronicles 2: First Loves
- 2008 : Angel
- 2008 : Stephanie Loves Girls
- 2009 : Bitchcraft 6
- 2009 : Belladonna's Toy Box
- 2009 : Belladonna's Road Trip: Cabin Fever
- 2009 : Belladonna: Fetish Fanatic 7
- 2009 : Belladonna: No Warning 4
- 2009 : My Little Minx: A (sort of) Silent Lesbian Farce
- 2009 : Tribade Sorority 2: Campus Life
- 2009 : Girls Kissing Girls 2: Foreplay Loving Lesbians
- 2009 : Lesbian Mentors 1: Older Women, Younger Girls
- 2009 : Lesbian Babysitters 1
- 2009 : Lesbian Halfway House
- 2009 : Lesbian Noir 2: Lesbian Sex Cult
- 2009 : Elexis Unleashed 1
- 2009 : Strapped Dykes
- 2009 : Lesbian Daydreams 3
- 2009 : Tribade Sorority 3: House Rules
- 2010 : Belladonna: Fetish Fanatic 9
- 2010 : Girls Kissing Girls 4
- 2010 : Lesbian Truth or Dare 2: Slumber Party
- 2010 : Mother Lovers Society
- 2010 : Lesbian Adventures: Wet Panties
- 2010 : Lesbian Confessions 4
- 2010 : Belladonna: Fetish Fanatic 8
- 2010 : Legends & Starlets 2
- 2010 : Mother Lovers Society 2
- 2010 : Party of Feet 2
- 2010 : Lesbian Babysitters 2
- 2010 : Women Seeking Women 67
- 2010 : Mother Lovers Society 3
- 2011 : Burning Embers
- 2011 : Dirty Panties
- 2011 : Lesbian Hitchhiker 2
- 2011 : Superstar Showdown 5: Lisa Ann vs. Francesca Lé
- 2011 : Party of Feet 3
- 2011 : Bondage Tribute
- 2011 : Lesbian Adventures: Wet Panties Trib 1
- 2011 : Spontaneass
- 2011 : Lesbian Ass Worship
- 2011 : The Interns 2
- 2011 : Shut Up and Fuck
- 2011 : Belladonna: The Sexual Explorer
- 2011 : Lesbian Adventures: Strap-On Specialists 3
- 2011 : Hard Working Girls
- 2011 : Lesbian Sex 2
- 2011 : Inari Loves Girls
- 2011 : Belladonna: No Warning 6
- 2011 : Cherry 1
- 2012 : We Live Together 22
- 2012 : Molly's Life 15
- 2012 : Lesbian Babysitters 6
- 2012 : Live Nerd Girls
- 2012 : Lesbian Adventures: Wet Panties Trib 2
- 2012 : Lesbian Sex 5
- 2012 : My Sister Celine
- 2012 : House Rules: Sorority Edition
- 2012 : Slammin' Girls
- 2012 : Girls Kissing Girls 9
- 2012 : Girls Kissing Girls 11
- 2012 : Lesbian House Hunters 7
- 2012 : Belladonna: Fetish Fanatic 10
- 2012 : Lesbo Pool Party
- 2012 : Lesbian Office Seductions 7
- 2012 : Lesbian Riding School
- 2012 : Lesbian Sex 8
- 2013 : Women Seeking Women 93
- 2013 : Shades of Pink
- 2013 : Lesbians Love Strap-Ons 2
- 2013 : Lesbian Sex 10
- 2013 : Jessica Drake's Guide To Wicked Sex: Woman to Woman
- 2013 : Girl Crush 3
- 2013 : Belladonna's Strapped Dykes 2
- 2014 : Lesbian Analingus 4
- 2014 : Secret Life of a Lesbian
- 2014 : Lesbian Adventures: Strap-On Specialists 07 avec Anikka Albrite
- 2014 : Girls Kissing Girls 14 avec Raven Rockette
- 2014 : Girls Kissing Girls 15 avec Justine Joli
- 2014 : Yoga Girls 2 (de) avec Kendall Karson
- 2015 : Women Seeking Women 121 avec Lily LaBeau
- 2015 : Girls Kissing Girls 18 avec Cleo Vixen
- 2016 : Women Seeking Women 128 avec Francesca Le
- 2016 : Lesbian Adventures: Older Women, Younger Girls 9 avec Megan Rain
- 2017 : Reform School Girls avec Charlotte Cross
- 2017 : Squirting Stories 2 avec Georgia Jones et Karla Kush
- 2017 : Strap-on Anal avec Abella Danger
- 2017 : Who's The Boss avec Georgia Jones
- 2018 : Lady Boss 2 avec Karlee Grey et Penny Pax
- 2018 : Make My Kitten Squirt avec Ashley Adams
- 2018 : Who's The Boss avec Georgia Jones
- 2018 : Lesbian Adventures: Strap-On Specialist 14 avec Aali Kali
- 2019:Lesbian Strap-On Bosses 4 avec Kendra Spade

## Récompenses et nominations
- 2010 AVN Award Nominee  Best All-Girl Group Sex Scene, Video  Belladonna's Road Trip: Cabin Fever[2]
- 2011 AVN Award Nominee  Most Outrageous Sex Scene, Video  Party of Feet 2
- 2013 : AVN Award de la meilleure scène de sexe entre deux filles (Best Girl/Girl Sex Scene) pour Dani Daniels: Dare (avec Dani Daniels)[3]
- 2015 : AVN Award Meilleure performeuse lesbienne (Best All-Girl Performer of the Year)[4]